# Julita Wasilczuk
Julita Wasilczuk, född 5 april 1965 i Gdańsk, är en polsk nationalekonom och professor vid fakulteten för management och ekonomi vid Gdańsks tekniska universitet.